# 明日へ続く道 (長渕剛の曲)
「明日へ続く道」（あしたへつづくみち）は、日本のミュージシャンである長渕剛の49枚目のシングル。

## 音楽性
「諦めない、後悔しない『今』を生きる」ことをテーマに作られた曲である。

## リリース
本作は書き上げてからアレンジも施さずにピアノのみでレコーディングされ、そのまま12月5日に着うた、着うたフルにて配信限定シングルとしてリリースされた。その後、12月17日にはiTunes Storeにて正式にリリースされた。
2015年6月22日にリリースされたシングル「富士の国」にはカップリングとしてライブバージョンが収録された。

## プロモーション
2014年12月31日にはNHK総合音楽番組『第62回NHK紅白歌合戦』（2011年）以来3年ぶりとなる『第65回NHK紅白歌合戦』（2014年）に出演し本作を演奏した。NHK側は当初「とんぼ」などの著名な曲を演奏するよう要請したが、長渕はこれを拒否し新曲の演奏に拘ったという。